# Lamego
Lamego este un oraș în Districtul Viseu, Portugalia.